# 長野県道445号川合川中島線
長野県道445号川合川中島線（ながのけんどう445ごう かわいかわなかじません）は、長野県長野市を走る一般県道。

## 概要

### 路線データ
- 起点：長野市真島町真島（前淵交差点、長野県道380号関崎川中島停車場線交点）
- 終点：長野市川中島町南原（南原交差点、長野県道77号長野上田線交点）

## 通過する自治体
- 長野市

## 交差・接続する道路
- 前淵交差点（長野市真島町真島、起点）
  - 長野県道380号関崎川中島停車場線
- 中村交差点（長野市小島田町）
  - 長野県道382号中村金井山停車場線
- いき交差点（長野市小島田町）
  - 国道18号（篠ノ井バイパス）
- 小島田交差点（長野市小島田町）
  - 長野県道35号長野真田線
- 南原交差点（長野市川中島町原、終点）
  - 長野県道77号長野上田線

## 周辺
- ホワイトリング
- 川中島古戦場